# 박용 (1468년)
박용(朴墉, 1468년 ~ 1524년 음력 6월 27일)은 조선 중기의 문신이다. 인종의 장인으로, 인종비 인성왕후의 아버지이다.

## 생애
초명은 호(壕)였으나, 후에 성삼문의 외손으로 같은 시기 재상을 지낸 박호(朴壕)의 이름과 겹친다 하여 이름을 용(墉)으로 바꾸었다. 본관은 반남이며, 자는 중보(仲保)이다. 태종 때의 권신 박은의 증손으로, 군기시정을 지낸 박치의 차남이며, 어머니는 영춘현감을 지낸 성효원의 딸이다.
28세 때인 1495년(연산군 원년) 사마시에 합격하였다. 이후 여러 차례 과거에 응시하였으나 뜻대로 되지 않아 결국 음직을 통해 에 임명되었다. 이후 의금부 도사, 공조 좌랑, 홍주 판관, 군기시 판관, 한성부 판관, 은율 현감 등 중앙과 지방을 오가며 여러 관직을 역임하였다.
이후 1524년(중종 19년) 음력 2월에 그의 딸이 세자빈으로 간택되었으며, 이때 돈녕부 부정으로 승진하였다. 한편 그가 앓던 부종과 천식의 상태가 위중하여 세자의 가례일을 앞당기는 일이 논의되었는데, 당시 사관은 고작 세자빈의 아비의 병에 얽매여 혼인을 급하게 치르는 것에 대해 비판을 하였다.
결국 박용은 이 해 음력 6월 27일 향년 57세를 일기로 사망했다. 당시 중종은 세자(훗날의 인종)에 대해서는 나이가 어리니 거애는 하지 말라고 명하였다. 사후 정1품 우의정 겸 춘추관사에 추증되고, 이어 인종 즉위 후 영의정 및 금성부원군(錦城府院君)에 추증되었다. 한편 적자가 없어 형 박기의 아들 박간으로 하여금 후사를 이었다.
평소 송설체를 잘 써 주변 사람들로부터 많은 추앙을 받았다고 전해진다.

## 가족 관계
본가
- 고조부 : 박상충(朴尙衷, 1332~1375)
- 증조부 : 박은(朴誾, 1370~1422)
- 조부 : 박강(朴薑, ?~1460)
- 아버지 : 박치(朴耒+甾, 1440~1499)
  - 형 : 박해(朴垓)
  - 형 : 박기(朴基)
    - 조카, 양자 : 박간(朴諫)

  - 동생 : 박함(朴圸)
  - 동생 : 박연(朴堧)
  - 누이 : 이기(李技)의 처

처가
- 장인 : 김거(金琚)
  - 정실 : 김거의 딸
- 장인 : 의성 김씨 김익겸(金益謙)
  - 계실 : 문소부부인 김씨(聞韶府夫人 金氏, 1490~1550)
    - 딸 : 인종비 인성왕후(仁聖王后, 1514~1577)

  - 측실
    - 서장남 : 박춘정(朴春丁)
    - 서차남 : 박평(朴平)
    - 서녀 : 은성부령 이장(銀城副令 李鏘)의 처